# Mogul Thrash
Mogul Thrash était un groupe rock progressif britannique. Il est formé en 1970 et dissous à peine un an plus tard. .

## Biographie
Mogul Thrash est formé par le guitariste-chanteur James Litherland après son départ de Colosseum. Le groupe comprend aussi le bassiste (et chanteur occasionnel) John Wetton, qui atteindra la notoriété avec Family, King Crimson puis Asia, ainsi que Roger Ball aux saxophones soprano, alto et baryton et Malcolm Duncan au saxophone ténor, Bill Harrison à la batterie et Michael Rosen à la trompette, au mellophone et à la guitare. Le pianiste Brian Auger joue sur 2 morceaux de leur unique album, en plus de s'occuper de la production. À noter que Pete Brown, le parolier du groupe Cream, signe les textes de deux chansons.
« Il y avait une émission télévisée a chaque samedi intitulée Michael Miles Show, et il y avait un jeu appelé Yes No Interlude où il posait de vives questions aux participants qui devaient répondre sans dire oui ou non. Si, par mégarde, ils répondaient oui ou non, un homme sonnait le gong de fin. L'animateur Spike Milligan avait son propre show, et c'était tellement hilarant qu'on en pleurait de rire. Il a fait un sketch au Michael Miles Show avec un faux-nez et s'appelait Mogul Thrash », explique James Litherland.
Mogul Thrash n'enregistre qu'un seul et unique album éponyme, produit par Brian Auger en 1971, avant de se séparer la même année. Roger Ball et Malcolm Duncan ont alors formé le groupe Average White Band. John Wetton a alors rejoint le groupe Family, avant de se joindre à King Crimson.

## Discographie

### Album studio
- 1971 - Mogul Thrash

### Single
- 1970 - Sleeping In The Kitchen / St. Peter